# Trieces nigrifaciatus
Trieces nigrifaciatus är en stekelart som beskrevs av Kusigemati 1967. Trieces nigrifaciatus ingår i släktet Trieces och familjen brokparasitsteklar. Inga underarter finns listade i Catalogue of Life.